# Montanhas Verdes

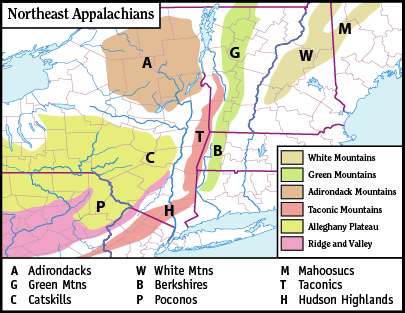
Cordilheiras no nordeste dos Estados Unidos.

As Montanhas Verdes são uma cordilheira situada no estado norte-americano de Vermont. A cordilheira tem cerca de 400 km de extensão e desenvolve-se no sentido norte-sul.
As principais montanhas são (de norte a sul):
- Jay Peak, 1 180 m
- Monte Mansfield, 1 339 m
- Camel's Hump (ou Camel's Rump), 1 244,5 m
- As montanhas da parte norte da Green Mountain National Forest, incluindo
  - a Presidential Range do Vermont
- Killington, 1 291 m
- a parte sul da Green Mountain National Forest
  - Monte Glastenbury, 1 142 m